# Heinrich IV. (Frankreich)

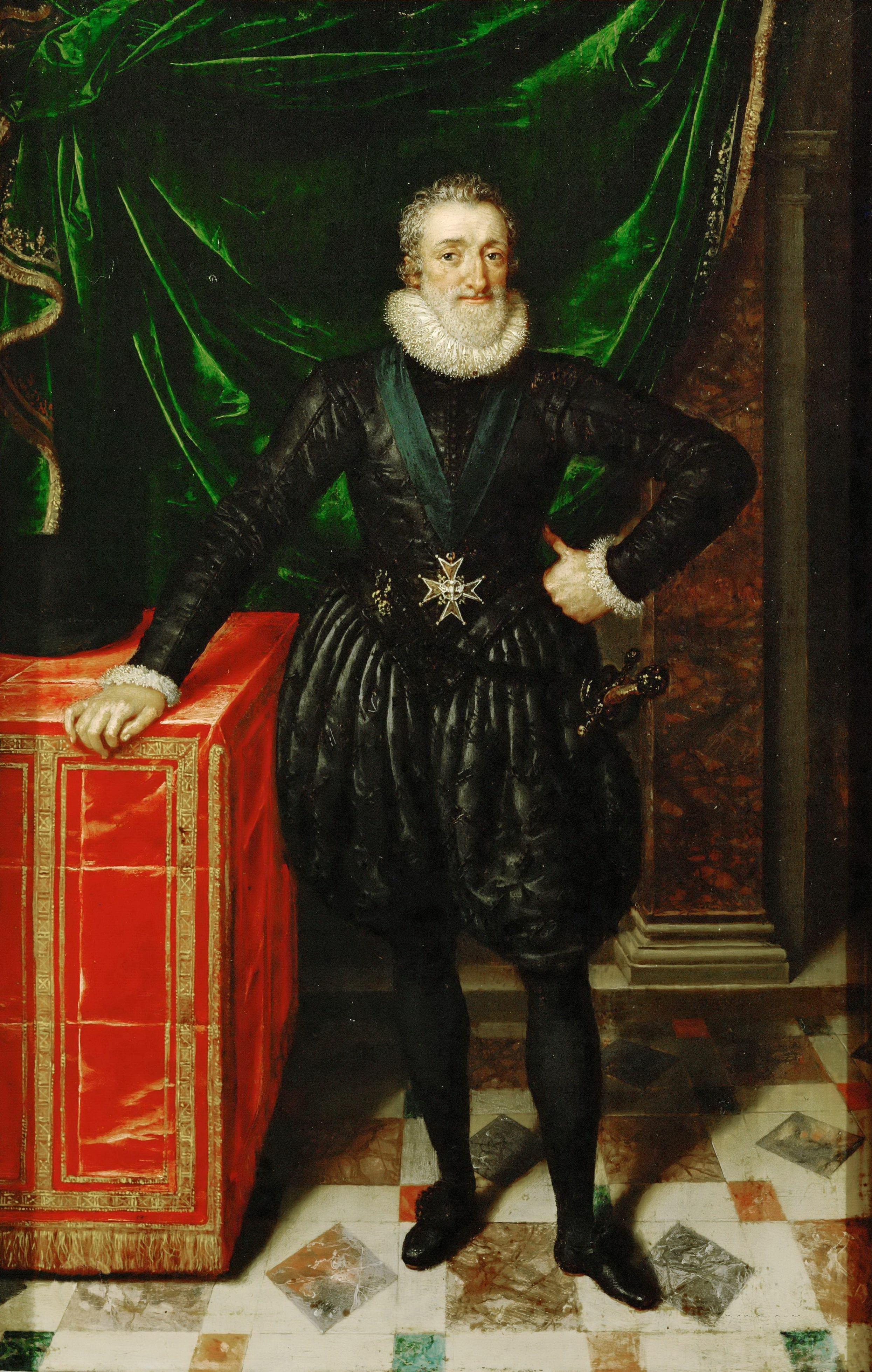
Frans Pourbus der Jüngere, Heinrich IV., 1610, Louvre, Paris

Heinrich IV. (französisch Henri IV, Henri Quatre, Henri le Grand, okzitanisch Enric Quate Lo Gran; * 13. Dezember 1553 in Pau, Navarra; † 14. Mai 1610 in Paris) war ab 9. Juni 1572 als Heinrich III. König von Navarra und ab 2. August 1589 bis zu seiner Ermordung am 14. Mai 1610 König von Frankreich. In seiner gascognischen Heimat nannte man ihn in der Landessprache lo nòstre bon rei Enric (deutsch „unser guter König Heinrich“).
Heinrich spielte als erster Prinz von Geblüt und Anführer der hugenottischen Partei eine zentrale Rolle in den Hugenottenkriegen. Nach dem Aussterben des Hauses Valois erbte er die französische Krone und wurde der erste König aus dem Haus Bourbon. Für vier Jahre, die jedoch stark von innerfranzösischen Auseinandersetzungen gekennzeichnet waren, blieb Heinrich IV. (als Calvinist) der einzige protestantische König in der Geschichte Frankreichs. Er konnte sich jedoch erst nach seinem Übertritt zum Katholizismus 1593 endgültig auf Frankreichs Thron durchsetzen.
Als König baute Heinrich IV. das von den Bürgerkriegen zerrüttete Land wieder auf und formte die Grundlagen für den französischen Einheitsstaat. Das Edikt von Nantes, das den französischen Protestanten freie Religionsausübung zusicherte, war einer der maßgeblichen Erlasse seiner Regierungszeit. Außenpolitisch positionierte er das Land wieder als ernstzunehmende Großmacht und nahm den Kampf Frankreichs gegen das Haus Habsburg wieder auf, um so die Vorherrschaft in Europa zurückzugewinnen.

## Leben

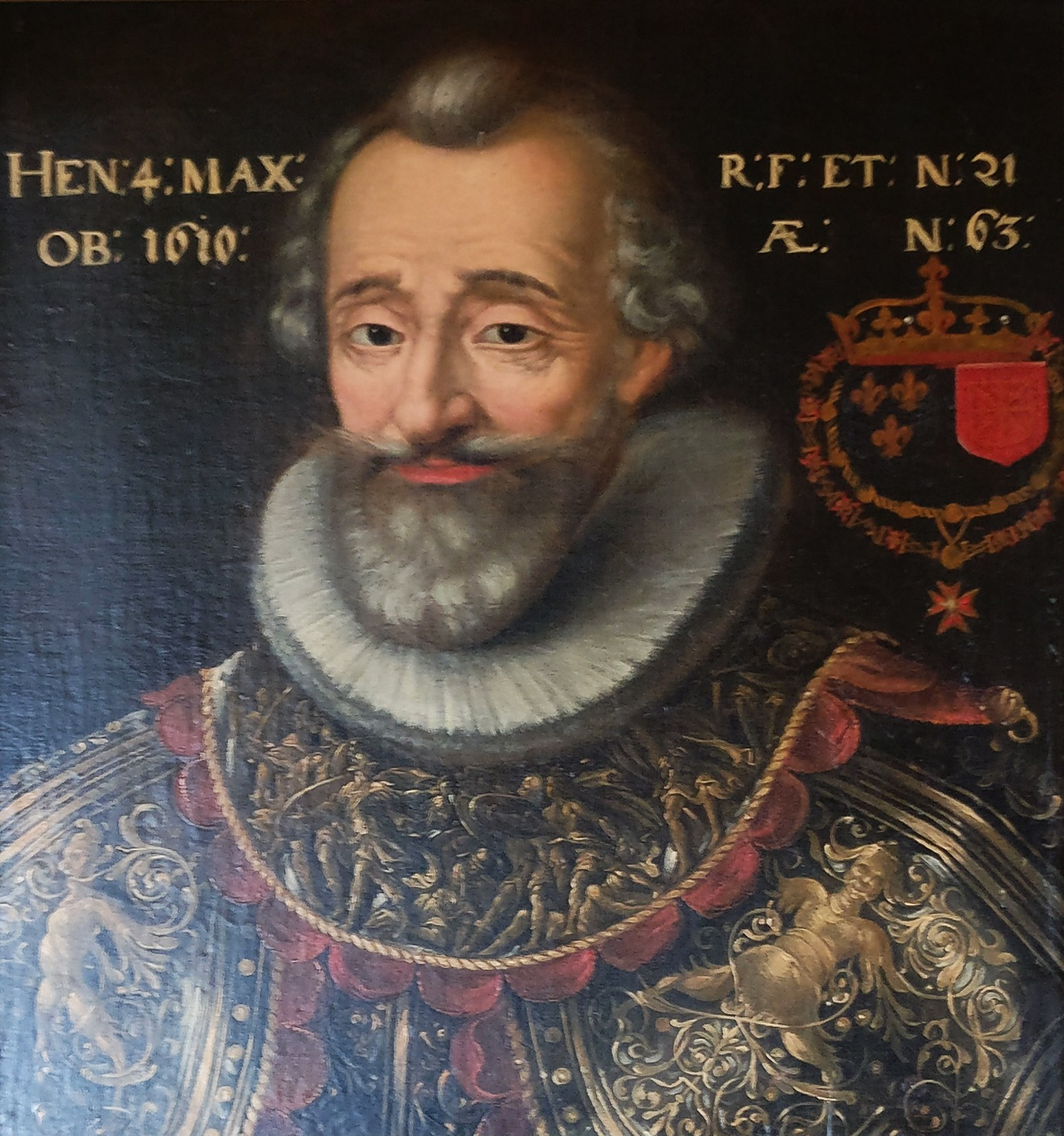
Porträt Heinrichs IV. im Festsaal des Zurlaubenhofes in Zug

Heinrich wurde am 13. Dezember 1553 (nach einigen Quellen am 14. Dezember) in Schloss Pau in den südwestfranzösischen Pyrenäen – an der Grenze zur französischen Region Béarn – als zweiter Sohn des katholischen Herzogs von Vendôme, Anton von Bourbon, und der protestantischen Königin von Navarra, Johanna von Albret, geboren, weswegen er auch Henri le Béarnais genannt wurde. Als Wiege fungierte der Panzer einer Meeresschildkröte, der noch heute existiert.
Seine Mutter war die Lieblingsnichte Franz I., des früheren Königs von Frankreich. Sie brachte am 21. September 1551 bereits einen Sohn namens Heinrich zur Welt, der ebenfalls den Titel Herzog von Beaumont trug. Er starb knapp zweijährig aufgrund einer Unachtsamkeit seines Kindermädchens. Einigen Quellen zufolge gab es noch einen weiteren Sohn namens Heinrich, der als Erstgeborener vor 1551 auf die Welt kam und als Kleinkind starb.
Unter Heinrichs Großmutter Margarete war das Königreich Navarra zum Sammelpunkt der Protestanten und religiösen Reformer geworden, denen in Paris Kerker, Verbannung und Scheiterhaufen drohten. Ihre Tochter Johanna machte die Schlösser Pau und Nérac zum Zentrum des französischen Protestantismus.
Heinrich wurde am 6. März 1554 im großen Saal des Schlosses Pau katholisch getauft. Die Erziehung oblag Heinrichs Großvater, Heinrich von Albret, der seiner Tochter Johanna nicht zutraute, ein Kind großzuziehen, da bisher alle ihre Kinder jung verstorben waren. Ein Jahr später starb Heinrichs Großvater. Das Kleinkind wurde kurz darauf der Obhut seiner Tante Suzanne de Bourbon-Busset anvertraut und bis 1560 sehr bäuerlich und volksnah im Schloss des Dorfes Coarraze erzogen. Als Prinz von Navarra wurde er später vom Erzieher La Goucherie protestantisch erzogen.
Bei der Heirat des französischen Thronfolgers Franz von Valois mit der schottischen Königin Maria Stuart am 24. April 1558 in Paris war der vierjährige Heinrich anwesend, wo er seine Cousine und spätere Frau Margarete von Valois zum ersten Mal traf. In späteren Erzählungen wird berichtet, dass König Heinrich II. so angetan von Heinrich von Bourbon war, dass er ihn und Margarete zu diesem Zeitpunkt informell verlobte. Der König kam am 10. Juli 1559 bei einem Lanzenturnier anlässlich eines Friedensvertrags ums Leben, Nachfolger wurde sein kränkelnder Sohn Franz, der als Franz II. den Thron bestieg. Während seiner kurzen Regierungszeit dominierten Franz von Guise und Karl von Guise, die auch Onkel seiner Frau Maria Stuart waren, die Politik. Der König starb bereits im Dezember 1560. Ihm folgte sein jüngerer Bruder Karl IX. auf den Thron, und da er erst zehn Jahre alt war, übernahm seine Mutter Caterina de’ Medici die Regierungsgeschäfte. Diese versuchte nun, die Macht der Guisen einzuschränken, indem sie die Anwärter des Hauses Bourbon – die Familie Heinrichs von Navarra – an der Regentschaft beteiligte, unter anderem dadurch, dass Heinrichs Vater Anton 1561 Generalleutnant des Königreiches wurde. Seine Frau Johanna folgte Anton mit Heinrich an den Pariser Hof. 1562 ging sie zurück nach Navarra, Heinrich musste bei Katharina bleiben und wurde durch Jean de Losse (genannt Jeanne) zum katholischen Glauben zurückgeführt.
Aus Rache für den Machtverlust organisierten Franz und Karl von Guise das Blutbad von Wassy am 1. März 1562, womit der erste Hugenottenkrieg ausbrach. Anton von Bourbon kämpfte an der Seite der Katholiken und starb noch im selben Jahr an den Folgen einer Wunde, die er sich während der Belagerung Rouens am 17. November zugezogen hatte. Da Heinrich nun der Herzog von Vendôme wurde, holte seine Mutter, nun die alleinige Königin von Navarra, ihn gegen den Willen der entmachteten Katharina zurück nach Navarra. Sein ehemaliger Erzieher La Goucherie unterrichtete ihn in den calvinistischen Lehren.
Nach dem Ende des ersten Hugenottenkrieges 1563 führte Katharina ihren Sohn König Karl IX. auf einer großen Rundreise durch das ganze Reich. Der Herzog von Vendôme und Prinz von Navarra war immer dabei. Auf Schloss Empéri trat am 17. Oktober 1564 der Astrologe Nostradamus in Heinrichs Gemach und verkündete ihm angeblich, dass er eines Tages Frankreich und Navarra unter einer Krone vereinen werde, was bereits im 13. und 14. Jahrhundert unter Philipp IV. dem Schönen und seinen Söhnen der Fall war. Im Mai 1566 endete die Reise, zu der im Januar Johanna von Albret gestoßen war. Ein Jahr später verließ sie mit ihrem Sohn den königlichen Hof. Er wurde Lieutenant-général von Navarra und unternahm seine ersten Kriegszüge gegen die baskischen Edelleute. Neben dem Königreich Navarra gehörten ihm weitere Besitztümer: die Grafschaften Béarn, Foix, Bigorre, das Herzogtum d’Albret, die Grafschaften Limoges, Périgord, Armagnac, Fézenac, Rodez, Quatre-Vallées, Lomagne, das Herzogtum Vendôme, die Grafschaften Marle, La Fère, Soissons, die Herzogtümer Alençon und Beaumont.

### 1567–1573: Bartholomäusnacht und vierter Hugenottenkrieg

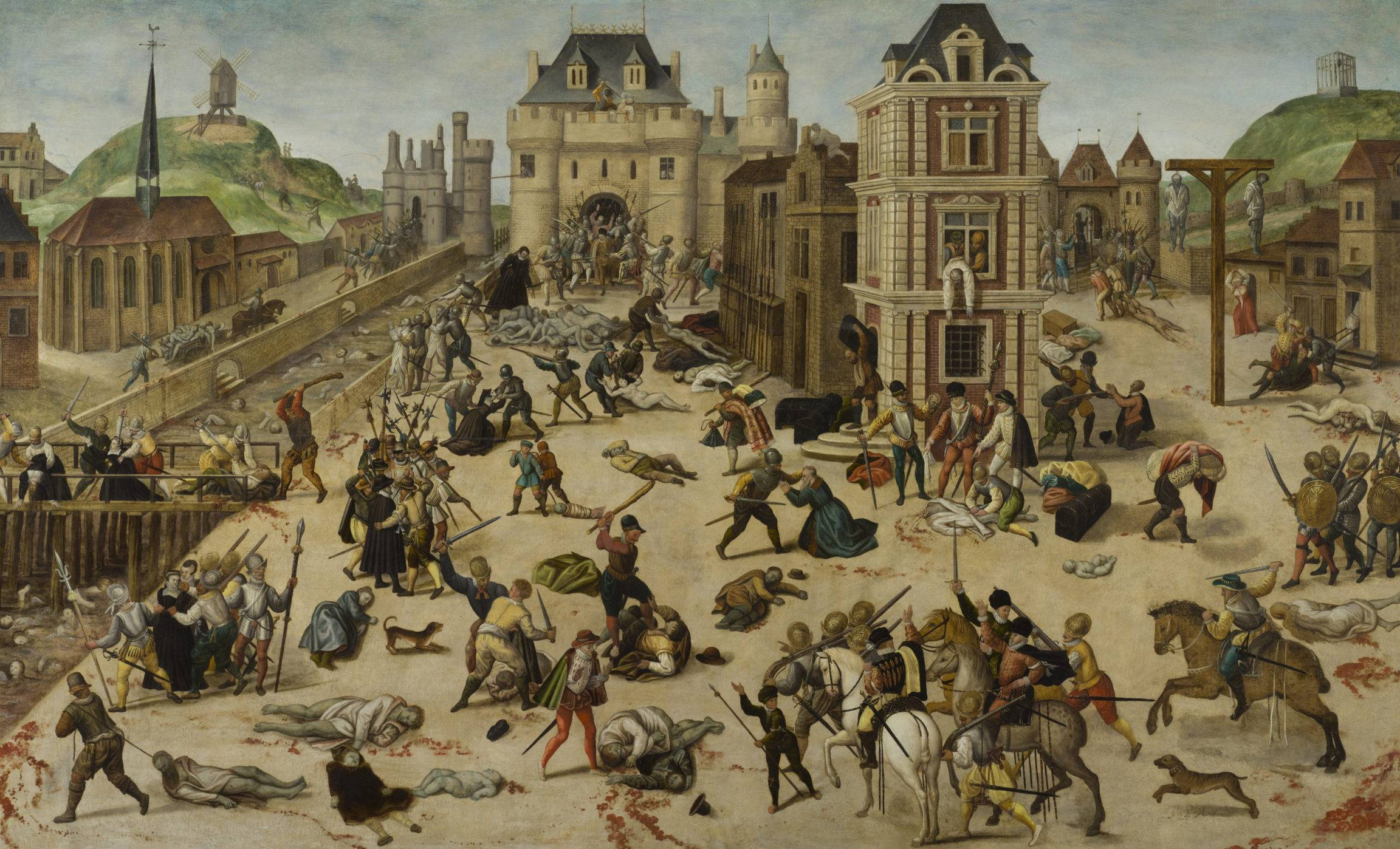
Das Blutbad der Bartholomäusnacht, Gemälde von François Dubois, um 1584

1567 entbrannte der zweite Hugenottenkrieg mit einem Überfall auf den Fürsten Heinrich I. von Bourbon-Condé. Katharina wollte den vierzehnjährigen Heinrich als protestantisches Unterpfand wieder in ihrem Hofstaat sehen, und er wurde nach der Weigerung seiner Mutter das Ziel von Entführungsversuchen. Der Krieg endete 1568, da aber beide Parteien ihre Truppen mobilisiert ließen, mündete er fast nahtlos in den dritten Hugenottenkrieg.
Im September 1568 machte Heinrich in La Rochelle Bekanntschaft mit seinem Onkel Ludwig von Bourbon-Condé, der ein Führer der protestantischen Armee war. Der Vierzehnjährige begleitete ihn während der Feldzüge, die zuerst die zwei Fürsten des Hauses Condé und ab 1570 Gaspard II. von Coligny anführten.
Im August 1570 kam mit dem Frieden von Saint-Germain ein Friedensvertrag zwischen den Katholiken und den Hugenotten zustande. Am 9. Juni 1572 verstarb Johanna von Albret, wodurch aus Heinrich nun König Heinrich III. von Navarra wurde. Um den Frieden von Saint-Germain zu besiegeln, heiratete er am 17. August 1572 Margarete von Valois, die Schwester von drei nacheinander regierenden französischen Königen, auch des amtierenden Karl IX. In Massen begleiteten die Hugenotten, auch militärisch und politisch wichtige Persönlichkeiten, „ihren“ geliebten König zur Hochzeit in Notre-Dame de Paris. Der Trauung folgten drei Tage mit Feierlichkeiten und Volksbelustigungen.
Am 22. August trübte ein missglücktes Attentat auf den protestantischen Admiral und Heerführer Gaspard von Coligny die Feststimmung. Coligny hatte vor der Hochzeit Einfluss auf Karl gewonnen und damit die Regentschaftsansprüche von Karls Mutter Katharina bedroht. Er drängte auf eine Unterstützung der aufständischen Reformierten in den Niederlanden gegen die Herrschaft des spanischen Königs Philipp II. durch ein vereintes Heer aus Katholiken und Hugenotten. Er sah dies als einzige Alternative zu einem Bürgerkrieg in Frankreich, lief damit jedoch den langjährigen Friedensbemühungen Katharinas zuwider. Sie wollte die Schuld für das Attentat der Familie der Guise anlasten, um durch eine so intensivierte, bereits bestehende Privatfehde – ein Freund Colignys hatte 1563 den Herzog von Lothringen Franz von Guise ermordet – die beiden einflussreichen Parteien zu neutralisieren.
Zwei Tage später wurden auf Befehl Karls IX. alle nach Paris gereisten Hugenotten, und weitere in größeren französischen Städten, gnadenlos umgebracht. Das Gemetzel, das am 24. August 1572, dem Festtag des Apostels Sankt Bartholomäus, stattfand, ging als „Bartholomäusnacht“ oder „Pariser Bluthochzeit“ in die Geschichte ein. In Paris starben etwa 3000 Hugenotten (einschließlich des Admirals Coligny und weiterer Hugenottenführer), im übrigen Frankreich nochmals um die 10.000. In Paris ging hartnäckig das Gerücht um, Katharina habe ihren Sohn zur Anordnung des Massakers überredet. Der ebenfalls protestantische, neuvermählte Heinrich und sein Cousin, der Fürst von Condé, wurden daraufhin gefangen genommen und vor Karl geführt. Sie bekamen die Wahl zwischen Gefangenschaft in der Bastille, Tod durch den Galgen oder Übertritt zum Katholizismus. Beide entschieden sich für die Konversion, und Heinrich schrieb, vermutlich unter Katharinas Diktat, an Papst Gregor XIII. eine Bitte um Aufnahme in die katholische Kirche. Für die folgenden 39 Monate war Heinrich Staatsgefangener, während der vierte Hugenottenkrieg das Land heimsuchte. Die führerlosen Hugenotten wurden zunehmend auf die Städte La Rochelle, Nîmes und Montauban zurückgedrängt.

### 1574–1594: Übernahme der französischen Krone

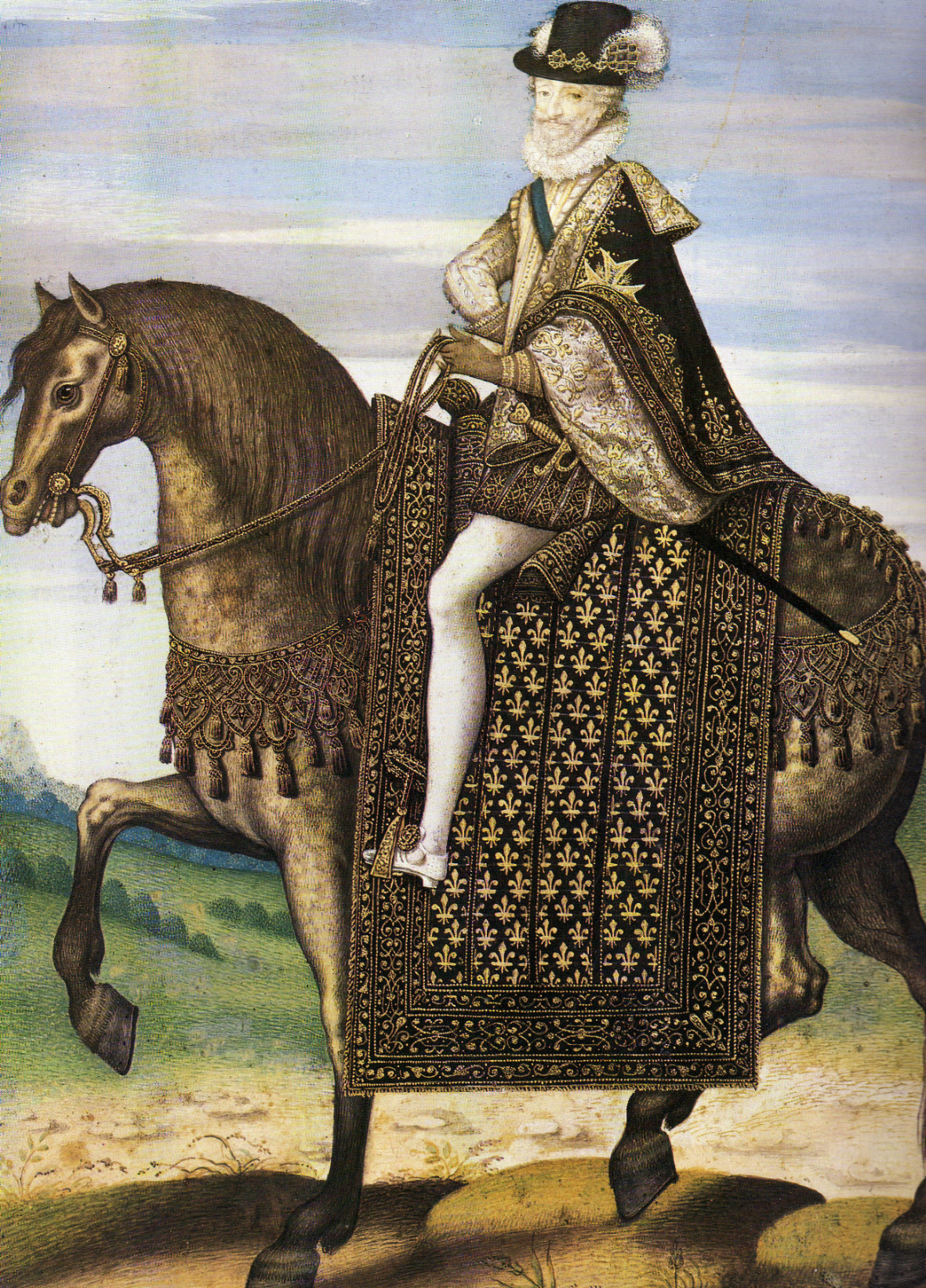
Heinrich IV. als König zu Pferde (Musée Condé, Chantilly)

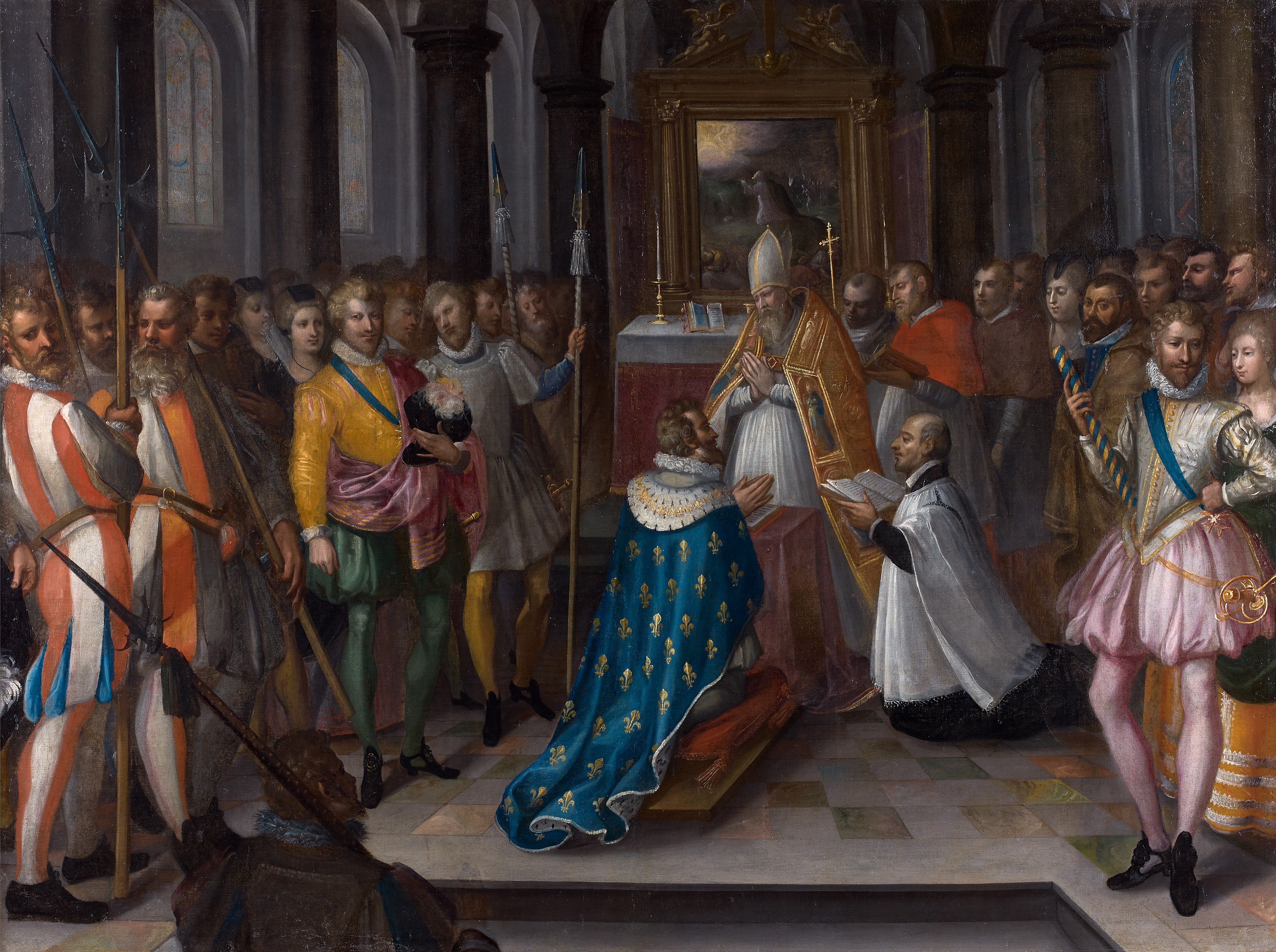
Abjuration von Heinrich IV., König von Frankreich und Navarra, am 25. Juli 1593 in der Kathedrale von Saint-Denis

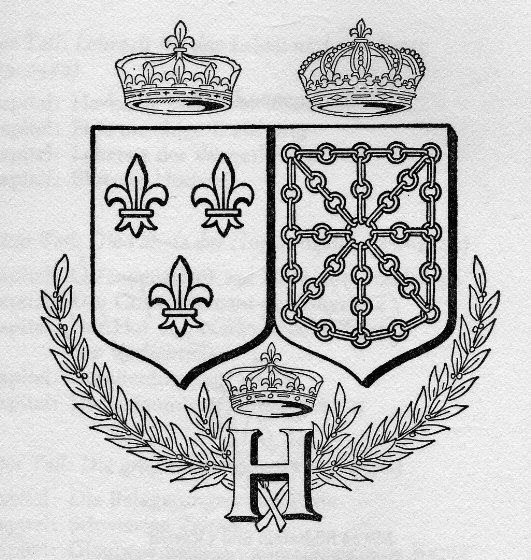
Wappen Heinrichs IV. als König von Frankreich (links) und Navarra (rechts)

Am 30. Mai 1574 starb Karl IX. Sein Nachfolger auf dem französischen Thron wurde sein Bruder Heinrich III., der aber kinderlos war. Zwei Jahre später gelang Heinrich von Navarra die Flucht aus den Appartements des Louvre, worauf er den katholischen Glauben wieder ablegte.
1578 sahen sich Heinrich und Margarete nach 32 Monaten Trennung in der Guyenne wieder, wo Heinrich seit 1576 Gouverneur war. Sie kam auf Wunsch ihrer Mutter dorthin, in der Hoffnung, Heinrich zurück an den Pariser Hof zu holen. Nach einem Aufenthalt von fast vier Jahren kehrte Margarete 1582 zurück in den Louvre. Ein Jahr später kam es zu einem großen Familienzwist, nachdem Margaretes Bruder Heinrich III. sie wegen ihres Betragens vom Hof verwiesen hatte. Auslöser war wahrscheinlich der Umstand, dass sich ihr Ehemann die Diane d’Andouins, „La belle Corisande“ genannt, zur Mätresse genommen hatte. Ab März 1584 hielt sich Margarete unter dem Vorwand, Anschlägen Dianes zu entgehen, in Agen auf. Sie begann, Feindseligkeiten gegen ihren Mann aufzubauen, und wurde daraufhin in der Festung Usson gefangengesetzt.
Zwar war Heinrich III. von Frankreich Katholik und Oberhaupt der katholischen Liga, aber als Führer wurde Heinrich von Guise betrachtet, wohl weil er eine härtere Position gegenüber den Hugenotten vertrat. Sein Gegenpart auf protestantischer Seite war Heinrich von Navarra, was dazu führte, dass der französische König zwischen den Parteien stand. Näher mit dem Geschlecht der Guisen verwandt, stand Heinrich III. den vereinten Kräften Heinrichs von Guise, Heinrichs von Navarra und seines eigenen Bruders Franz-Herkules gegenüber. Diese Periode wird oft auch als „Krieg der drei Heinriche“ bezeichnet. Dieser Krieg bekam durch andere europäische Mächte auch den Charakter eines europäischen Religionskrieges. Philipp II. von Spanien unterstützte die Katholiken, während die Protestanten Hilfe in England von Elisabeth I. und aus den spanienfeindlichen Niederlanden bekamen.
König Heinrichs Bruder Franz-Herkules, also der französische Thronerbe, starb jedoch 1584, so dass Heinrich von Navarra dessen Position als Erbe übernahm. Dieser Umstand brachte Papst Sixtus V. dazu, Heinrich 1585 zu exkommunizieren. Dieser weigerte sich allerdings, die Exkommunikation anzuerkennen. Am 20. Oktober 1587 kam es zwischen dem katholischen Herzog Anne von Joyeuse und Heinrich von Navarra zur Schlacht von Coutras, in der Heinrich den Favoriten des französischen Königs besiegte und den Herzog tötete. Ende 1588 wurde auch Heinrich III. von Papst Sixtus V. exkommuniziert, weil er den streng katholischen Heinrich von Guise einen Tag vor Heiligabend hatte ermorden lassen. Die beiden exkommunizierten Könige von Frankreich bzw. Navarra verbündeten sich und marschierten gegen die katholische Liga, die Paris besetzt hielt.
Heinrich III., der letzte Valois, wurde am 1. August 1589 von dem Dominikaner Jacques Clément in Saint-Cloud niedergestochen und starb am nächsten Tag an den Folgen der Wunde. Da die 1575 geschlossene Ehe des Königs mit Luise von Vaudemont kinderlos war und er auch keinen Bruder mehr hatte, war die Valois-Linie erloschen. Heinrich III. hatte auf seinem Sterbebett seinen Schwager und Verbündeten als Nachfolger bestätigt, forderte aber dessen Konversion zum katholischen Glauben. Mit dem Papst gab es unterdessen Konflikte. Schließlich wurden am 15. Juni 1591 in Châlons-sur-Marne die gegen Heinrich IV. gerichtete Exkommunikationsbulle Gregors XIV. sowie im Jahr 1592 die Bulle von Clemens VIII. öffentlich durch den Henker verbrannt.
Nach langwierigen Kämpfen mit den französischen Katholiken und den habsburgischen Spaniern konvertierte Heinrich von Navarra am 25. Juli 1593 erneut zum Katholizismus, indem er in der Basilika Saint-Denis die Kommunion empfing. Seine Konversion bezeichnete er als „gefährlichen Sprung“ (le saut périlleux). Der dazu immer wieder zitierte Satz „Paris ist eine Messe wert“ (Paris vaut bien une messe) wurde „ihm später von den Protestanten in den Mund“ gelegt. Mit der, auch auf Anraten mancher von Heinrichs Vertrauten, wie Gaspard de Schomberg, vollzogenen Konversion stand seinem Thronanspruch nichts mehr im Wege. Er wurde am 27. Februar 1594 in der Kathedrale Notre-Dame de Chartres gesalbt und als Heinrich IV. zum König gekrönt. Die Absolution durch Papst Clemens VIII. erfolgte allerdings erst 1595, auf Drängen von dessen Lehrer Philipp Neri. Der lateinische Titel des Königs lautete:
HENRICUS QUARTUS D(EI) G(RATIA) REX FRANCORUM ET NAVARRAE
(Statt „QUARTUS“ findet sich gelegentlich auch „IIII“ in der additiven Schreibweise römischer Zahlen, selten „IV“.)
Übersetzungen:
- in zeitgenössischem Mittelfranzösisch: Henry IIII [par la grâce de Dieu], Roy de France et de Navarre
- Französisch: Henri Quatre par la grâce de Dieu, Roi des Français [eigentlich: des Francs] et de Navarre
- Deutsch: „Heinrich der Vierte, von Gottes Gnaden König der Franzosen [eigentlich: der Franken] und Navarra“

### 1594–1610: König von Frankreich

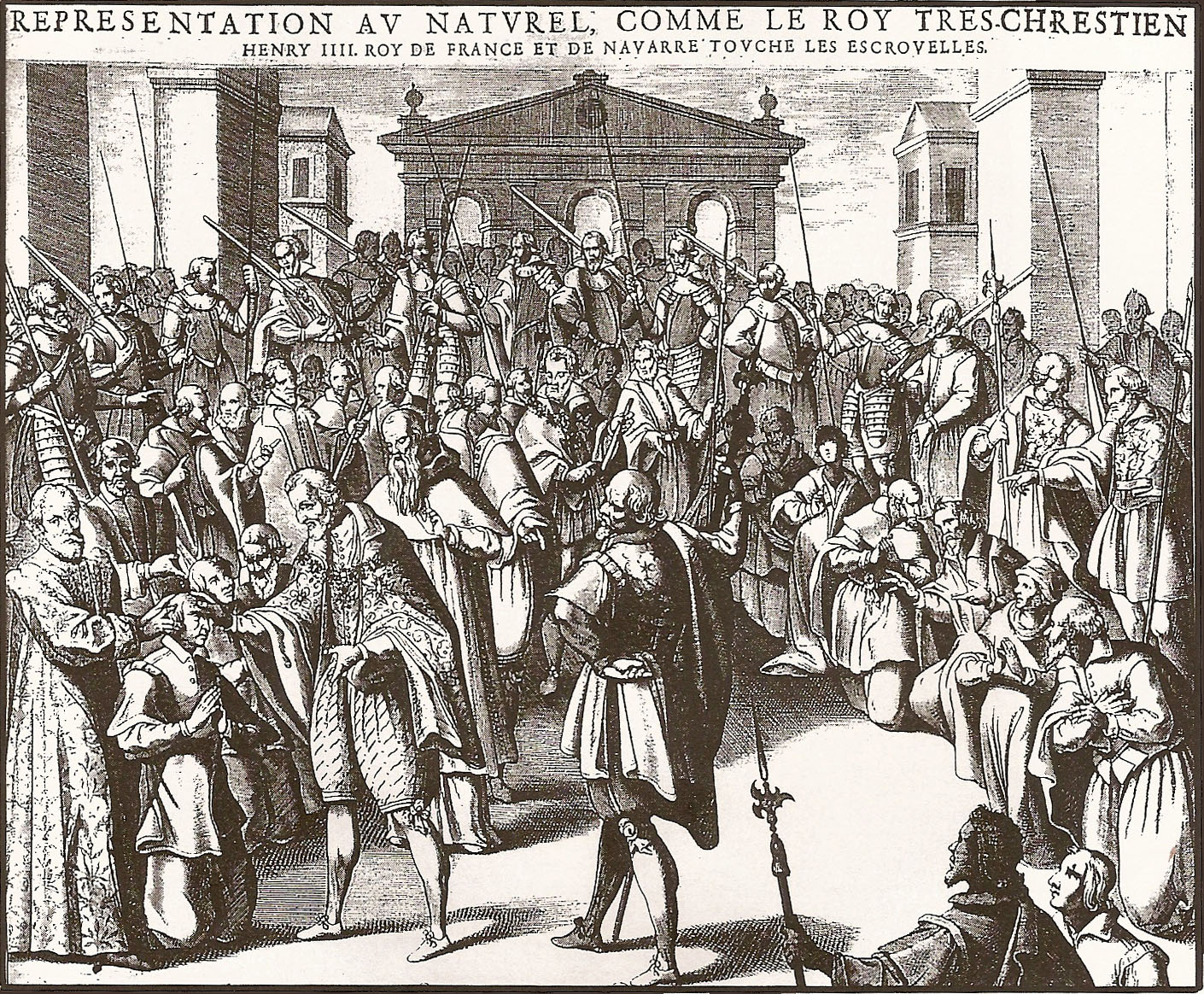
Heinrich IV. bei der traditionellen Zeremonie des königlichen „Handauflegens“ bei Skrofulose (Stich aus einem medizinischen Fachbuch, 1609)

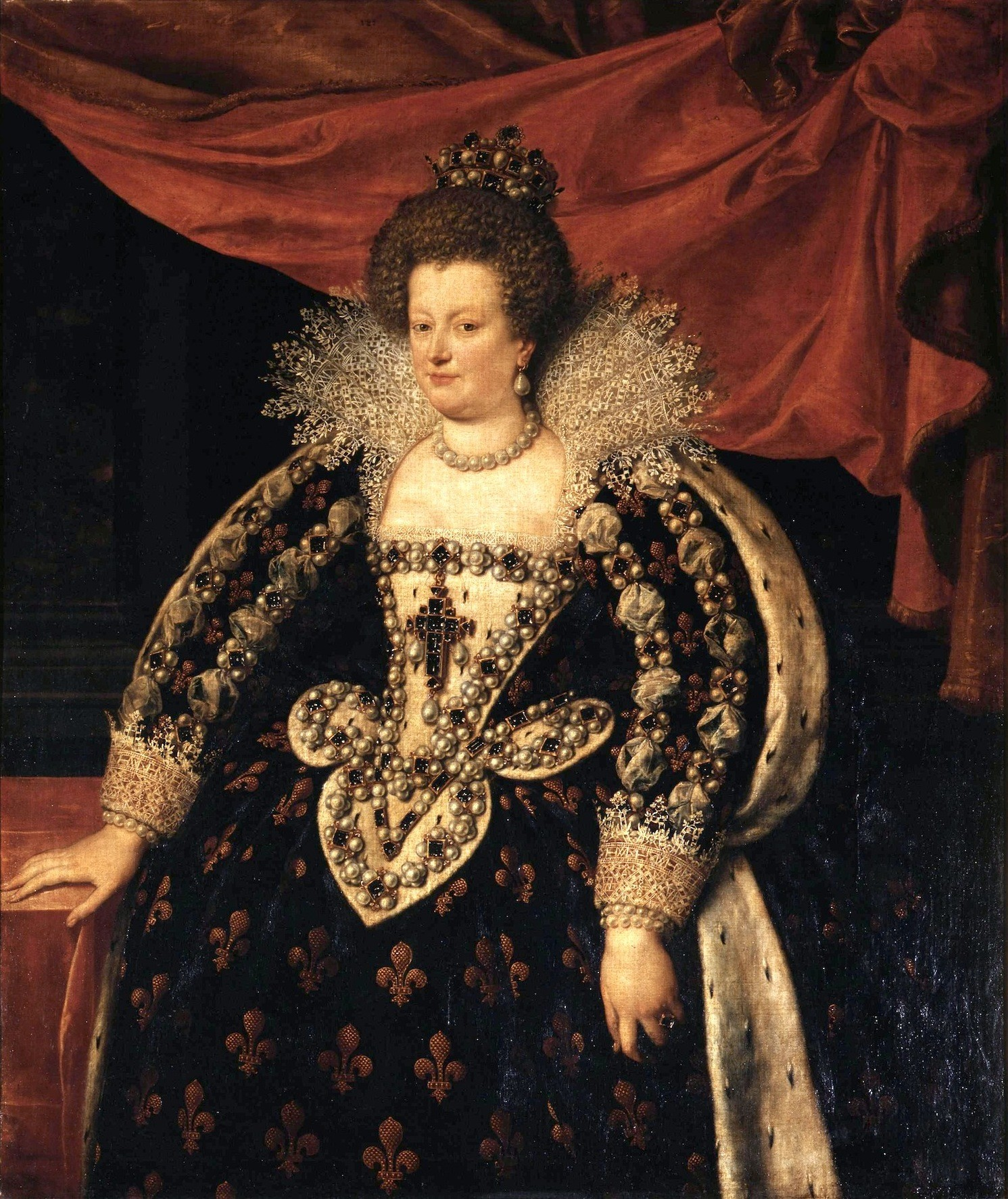
Maria de’ Medici im Krönungsornat, Gemälde von Frans Pourbus dem Jüngeren, 1611 (Palazzo Pitti, Florenz)

Noch im selben Jahr bestand König Heinrichs erste Handlung in der Abwehr einer spanischen Invasionsarmee. Am 27. Dezember 1594 versuchte der Student Jean Châtel, den König bei einer öffentlichen Veranstaltung im Hôtel de Schomberg aus religiösen Gründen zu erdolchen. Der König, leicht verletzt, wollte den Attentäter verschonen, aber das Gesetz für Königsmörder fand Anwendung und Châtel wurde gevierteilt. Die Folge des Attentats war die Ausweisung der Jesuiten aus dem Königreich, da der Attentäter den Anschlag mit einem Jesuitenpater, der ebenfalls hingerichtet wurde, geplant hatte. Beide Attentäter waren religiös motiviert und erhofften sich durch die Tat teilweise oder völlige Vergebung ihrer Sünden.
Daneben söhnte sich der König zunächst mit dem Oberhaupt der Liga, dann mit dem spanischen König Philipp II. aus. Das Land wurde nach langer Zeit wieder geeint, nachdem der Herzog von Savoyen, Karl Emanuel I., aus der Provence vertrieben und die Bretagne unterworfen worden war.
Am 30. April 1598 erließ Heinrich IV. als eine seiner größten politischen Entscheidungen das Edikt von Nantes, das bis zum Edikt von Fontainebleau 87 Jahre Religionsfrieden sichern sollte. Den protestantischen Franzosen wurde zwar keine vollständige, aber doch weitgehende Gleichberechtigung gegenüber den Katholiken durch entsprechende Privilegien, Zugang zu öffentlichen Ämtern und 100 sichere Orte in ganz Frankreich zugesprochen.
Mit Hilfe des seit 1597 an die Spitze des Finanzhaushaltes gestellten Herzogs von Sully, Maximilien de Béthune, erlebte Frankreich einen bemerkenswerten wirtschaftlichen und finanziellen Aufschwung. Die Infrastruktur (Straßenbau) und die Landwirtschaft wurden modernisiert, der Staatshaushalt nach der Tilgung einer 200-Millionen-Livres-Staatsschuld ausgeglichen und die Verwaltung reorganisiert, indem überflüssige königliche Ämter aufgehoben wurden. Maximilien de Béthune ließ Kanäle und Häfen anlegen und hob die Zölle für Getreide auf. Ackerbau und Viehhaltung seien die „beiden Brüste, von denen Frankreich sich nähren solle“ („Labourage et pâturage sont les deux mamelles dont la France est alimentée“). 
1599 verlobte sich Heinrich IV. mit Maria de’ Medici, der damals reichsten Erbin des europäischen Kontinents. Nachdem im Dezember die Ehe mit Margarete von Valois durch Papst Clemens VIII. (sie blieb allerdings Königin) annulliert worden war, konnte die Heirat zwischen Maria und Heinrich stattfinden. Grund für diese Trennung war, dass die Ehe keine Kinder hervorbrachte und beide, sowohl Heinrich als auch Margarete, sich Mätressen bzw. Liebhaber hielten. Kanonisch gerechtfertigt war die Nichtigkeitserklärung, weil die Ehe zum Zwecke der Aussöhnung von Katholiken und Protestanten nur unter Zwang entstanden ist. Zudem wurde sie nach Angaben von Margarete nie vollzogen, was allein schon die Annullierung ermöglicht hätte.
Im Oktober 1600 wurden König Heinrich IV. und Maria von Medici „per procurationem“ verheiratet, das heißt in Abwesenheit von Maria, da sie sich noch auf dem Weg nach Marseille befand, wo sie Anfang Dezember eintraf. Der Dauphin Ludwig wurde am 27. September 1601 in Fontainebleau geboren.

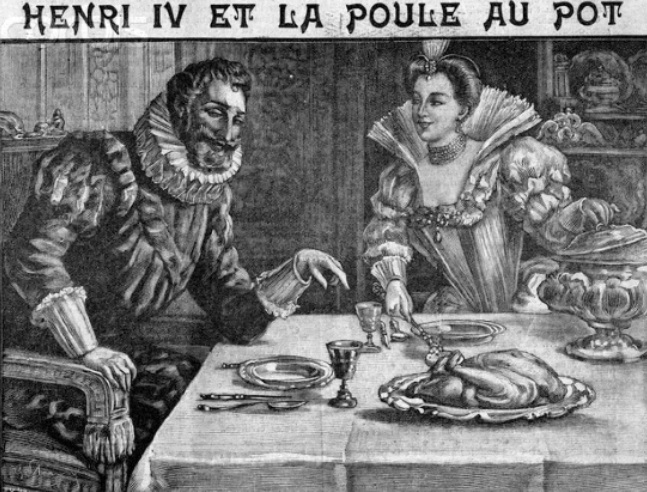
Heinrich IV. mit einer poule au pot auf seinem Tisch

In einem Gespräch mit Karl Emanuel I. von Savoyen äußerte Heinrich den Wunsch, „Wenn mir Gott zu leben erlaubt, werde ich dafür sorgen, dass es in meinem Land keinen Bauern gibt, der sonntags nicht sein Huhn im Topf hat!“ („Si Dieu me prête vie, je ferai qu’il n’y aura point de laboureur en mon royaume qui n’ait les moyens d’avoir le dimanche une poule dans son pot!“). Da zu jener Zeit 80 % der Bevölkerung auf dem Land lebte, bedeutete diese Aussage, dem Volk allgemein ein besseres Leben zu wünschen. König Heinrich kreierte seine eigene Version vom „Huhn im Topf“ (poule au pot). Eine besondere Vorliebe des Königs war sein unerkanntes Auftreten in der Öffentlichkeit seiner Heimat, meist unter dem einfachen Volk, um zu erfahren, wie seine Politik aufgenommen wurde. Er pflegte, wenn er konnte, stets großzügig zu sein, und ersetzte manchem Bauern oder Hirten durch ihn selbst oder seine Leute zerstörtes Land oder verlorenes Vieh.

#### Ermordung

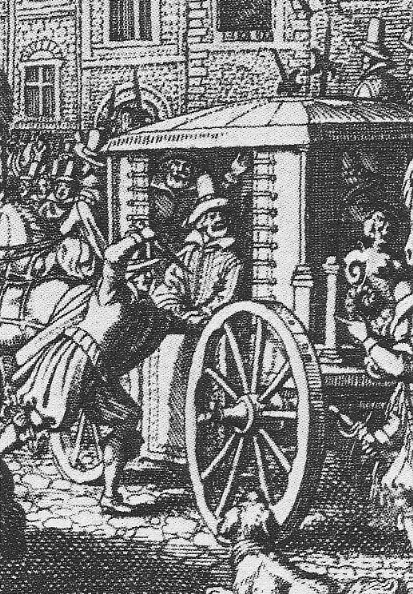
Die Ermordung Heinrichs IV. in Paris am 14. Mai 1610 durch François Ravaillac in einem historischen Stich

1610 bereitete er einen Einfall in die Spanischen Niederlande vor, um den reformierten Fürsten im Heiligen Römischen Reich zu Hilfe zu eilen. Seine Frau Maria von Medici wurde am Abend des 13. Mai – drei Tage vor seiner geplanten Abreise – in Saint-Denis gekrönt und gesalbt, damit sie während Heinrichs Abwesenheit die Regierungsgeschäfte mit entsprechender Autorität führen könne. Einen Tag später begab Heinrich sich mit sechs weiteren Edelleuten ohne Garde auf den Weg zu Maximilien de Béthune. In der Rue de la Ferronnerie, einer engen, schlecht befahrbaren Straße, stellte sich der königlichen Karosse – einer Kutsche mit zwei offenen Schlägen – ein Hindernis in den Weg. Zwei Wagen wollten aneinander vorbei, konnten dies aber nicht, weil die Straße zu schmal war. Die Edelleute stiegen bis auf den Herzog von Montbazon aus, so dass Heinrich völlig ungeschützt war. Dass nur zwei Personen in der Karosse waren, erklärt auch, warum niemand den Königsmörder François Ravaillac hat kommen sehen, der auf den Wagen sprang und mit einem Messer dreimal in die Brust des Königs stieß. Der erste Messerstich glitt an Heinrichs Rippen ab, der zweite durchtrennte den Hauptstrang der Schlagader kurz über dem Herzen und durchstieß den linken Lungenflügel, der dritte Stich glitt ebenfalls ab und traf den Herzog von Montbazon. Ravaillac wurde mitsamt dem König zum Louvre gefahren, auf dem Weg dahin starb Heinrich. Jérôme Luillier, königlicher Generalanwalt der Rechnungskammer und Staatsrat, berichtet über die Szene nach der Ankunft im Louvre, dass „der König tot auf seinem Bett [dem Bett der Königin] ausgestreckt (lag), in voller Kleidung mit aufgeknöpften Wams und blutigem Hemd. Dessen ungeachtet stand der Kardinal de Sourdis an seinem Kopfende, an seiner Seite … der Schlosskaplan und der Leibarzt der Königin …; sie sprachen die Mahngebete … Doch der arme Fürst war schon verschieden.“
Bis heute ist nicht zweifelsfrei geklärt, ob der Attentäter nicht doch Hintermänner hatte, denn die Zahl der Attentate auf den König war – mit 18 Versuchen – außergewöhnlich hoch. Der Dauphin wurde im Alter von neun Jahren als Ludwig XIII. sein Nachfolger, die Regierungsgeschäfte führte seine Mutter, während Frankreich und vor allem Heinrichs gascognische Heimat Trauer trugen.

### Bestattung und Grabschändung
Der nach der Methode Parés konservierte Leichnam des Königs wurde zunächst im Louvre aufgebahrt und schließlich in der Abtei von Saint-Denis nahe Paris beigesetzt. Auf dem Höhepunkt der Französischen Revolution wurde sein Grab am 15. Oktober 1793 von radikalen Revolutionsanhängern geöffnet und als vermeintliches Symbol des Absolutismus geschändet. Der Leichnam Heinrichs IV. wurde in einem so guten Erhaltungszustand vorgefunden, dass er zusammen mit einigen anderen mumifizierten Leichnamen vor der Kirche den Passanten zur Schau gestellt wurde. Seine Überreste wurden schließlich in einem Massengrab außerhalb der Kirche beerdigt.
Der Schädel Heinrichs IV. wurde dabei entwendet und war über 100 Jahre verschollen. Seit Beginn des 20. Jahrhunderts besaßen den Schädel mehrere private Sammler. Zuletzt, von 1955 bis 2010, war der Schädel im Besitz eines französischen Finanzbeamten. Am 16. Dezember 2010 gab ein Team von Wissenschaftlern bekannt, dass dieser Schädel aufgrund charakteristischer Verletzungsmerkmale als der König Heinrichs IV. identifiziert worden war. Der Schädel wurde im Jahr 2011 im Rahmen einer Messe in Saint-Denis bestattet.

## Entwicklung der Politik Heinrichs

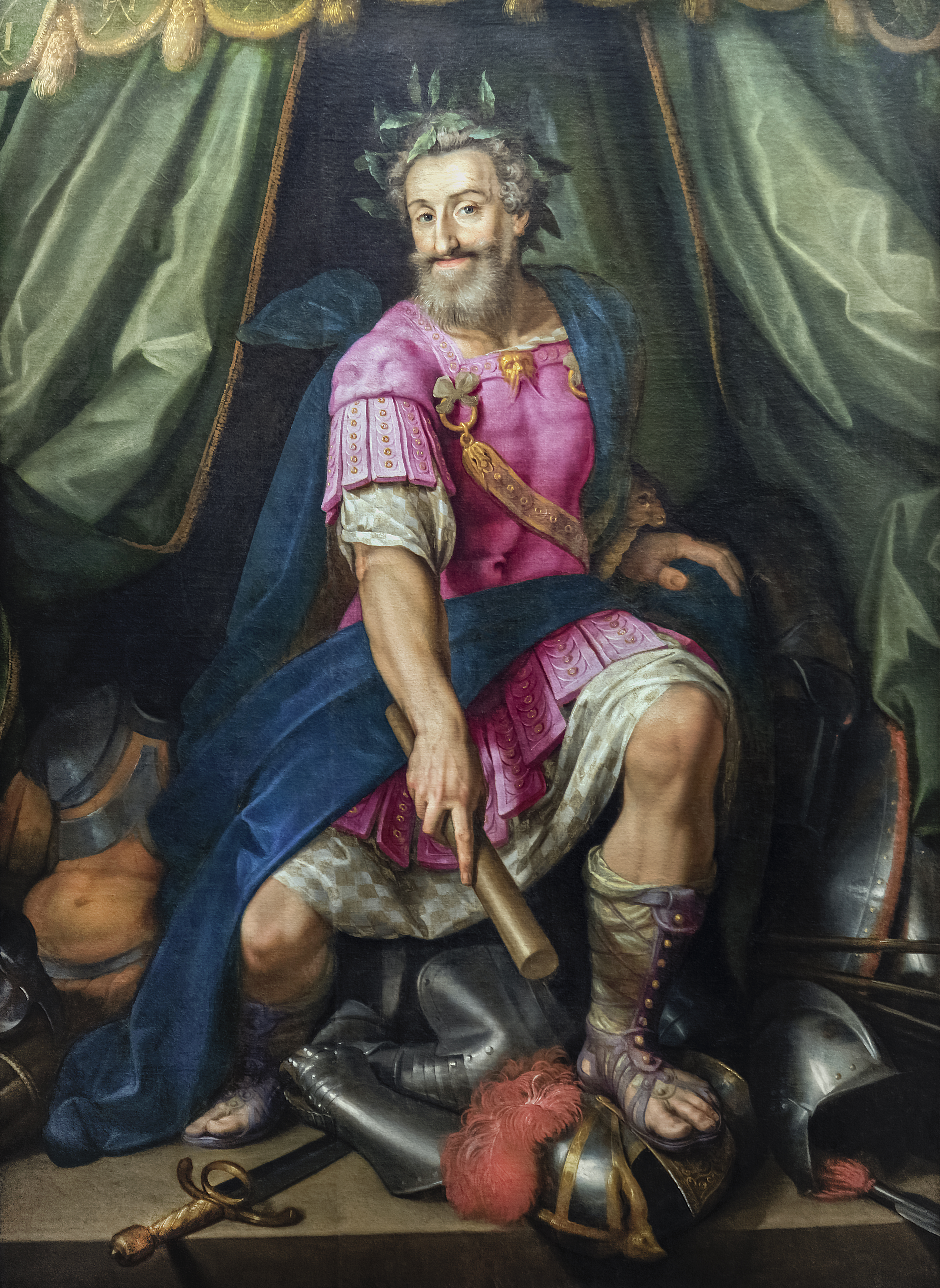
Jacob Bunel: Porträt Heinrichs IV. als Mars, um 1605 (Schloss Pau)

Als Heinrich IV. starb, war sein Sohn Ludwig XIII. zu jung, um die Herrschaft zu übernehmen, so dass seine Mutter Maria de’ Medici für ihn regierte. Sie revidierte schnell einige von Heinrichs Strategien, insbesondere indem sie ein Bündnis mit den spanischen Habsburgern einging. Nachdem Ludwig sich 1617 durch die Ermordung des von seiner Mutter favorisierten Günstlings Concino Concini die Macht erkämpft hatte, verbannte er seine Mutter aus Frankreich, die 1642 in Köln starb. Politisch zunächst unentschlossen, sich zwischen katholischer Solidarität mit Spanien oder der Niederwerfung des Hauses Habsburg zu entscheiden, übertrug Ludwig XIII. erhebliche Machtbefugnisse auf Armand Jean du Plessis, Herzog von Richelieu, bekannt als Kardinal Richelieu, der als Erster Minister die gegen Habsburg gerichtete Politik Heinrichs IV. weiterführte. Dies verwickelte Frankreich in den Dreißigjährigen Krieg, da Frankreich, beherrscht von den Bourbonen, den Habsburgern die Vormachtstellung in Europa abringen wollte, was mit dem Westfälischen Frieden 1648 und dem Pyrenäenfrieden 1659 auch gelang.
Es war Heinrich selbst, der die Grundlage zur Aufhebung des Edikts von Nantes legte, denn schon die Zusicherung der Sicherheitsplätze hatte er als Verletzung seiner Autorität empfunden. Auch Heinrich IV. hatte eine Vereinheitlichung im katholischen Glauben als pragmatisches Vorhaben bevorzugt, denn die Möglichkeit eines religiös legitimierten Aufstandes wäre so endgültig ausgeschlossen gewesen. Doch die hugenottische Partei war zu Heinrichs Zeiten noch viel zu mächtig, weshalb er zwangsläufig Zugeständnisse machen musste. Richelieu folgte der politischen Linie Heinrichs IV. und war ein Verfechter des Absolutismus, und um diesen nicht durch die – nach Heinrichs Ermordung – aufgekommenen Unruhen zu gefährden, verabschiedete er 1628 nach der Belagerung von La Rochelle das Gnadenedikt von Alès, in dem die 100 sicheren Orte in Frankreich verboten wurden. Das Toleranzedikt wurde 1685 im Edikt von Fontainebleau durch Ludwig XIV. vollständig widerrufen, womit ein fast neunzigjähriger Zurückdrängungsprozess sein Ende fand. Die Repressionspolitik gegenüber den Hugenotten wurde noch von Ludwig XV. fortgeführt, da ein harter Kern von Hugenotten niemals konvertierte und immer wieder Aufstände in Zentralfrankreich entfachte. Erst Ludwig XVI. erließ nach heftigem Ringen mit den Parlements erneut ein Toleranzedikt, das Edikt von Versailles.

## Nachkommen

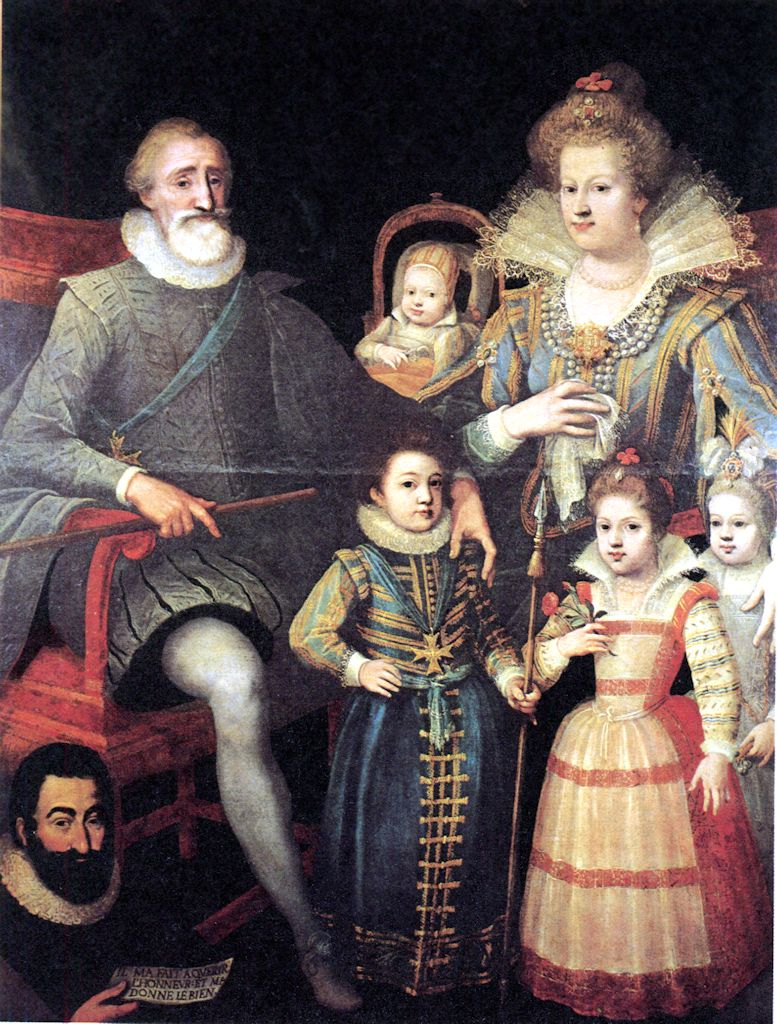
Heinrich IV. mit Gattin Maria von Medici und ihren vier Kindern, Ludwig XIII., Elisabeth, Christine und Gaston in der Wiege (1608); Nicolas Henri ist nicht auf dem Bild, Henriette Marie wurde 1609 geboren.

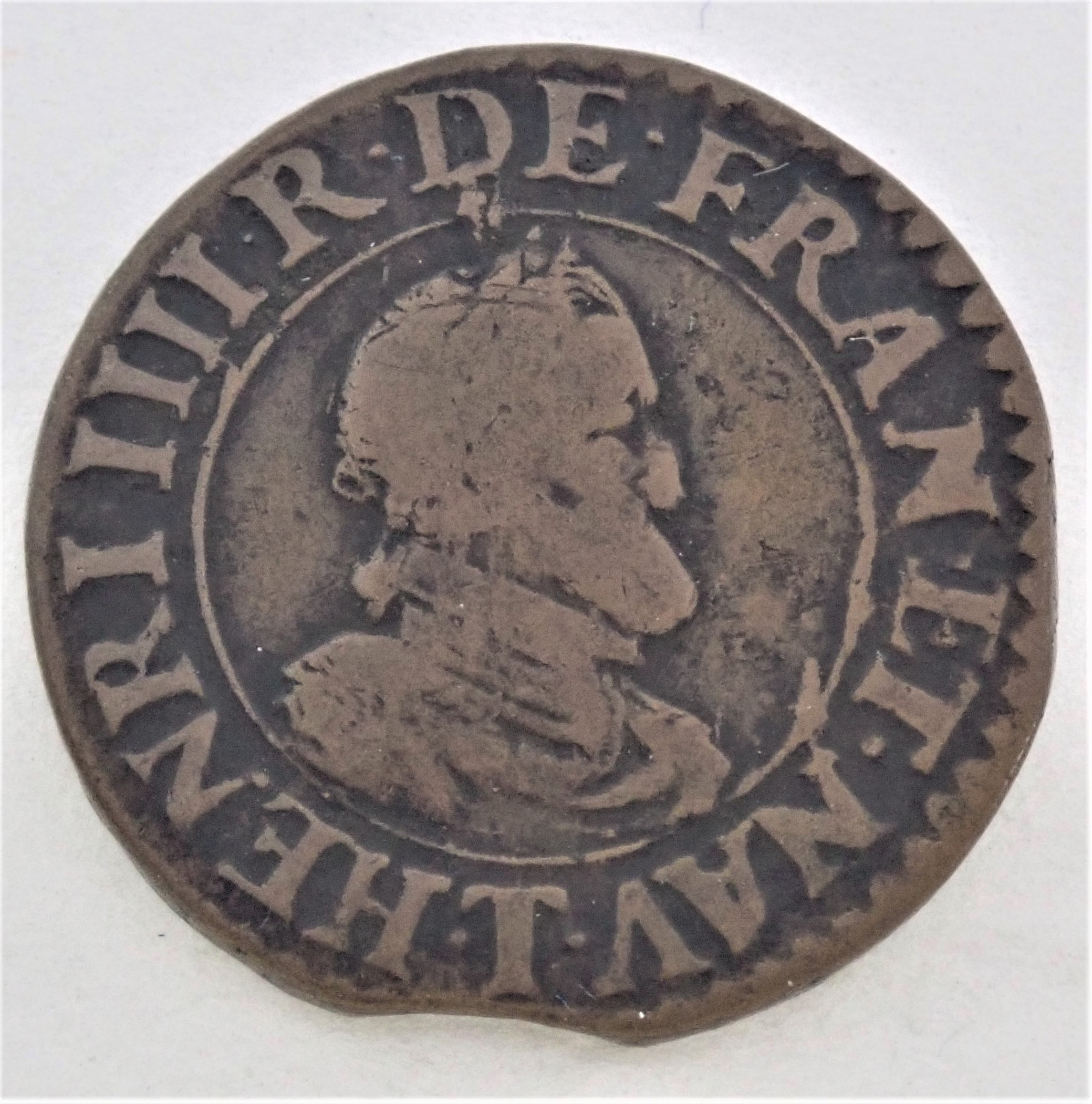
Kupfermünze mit Porträt Heinrichs IV. aus seinem Sterbejahr

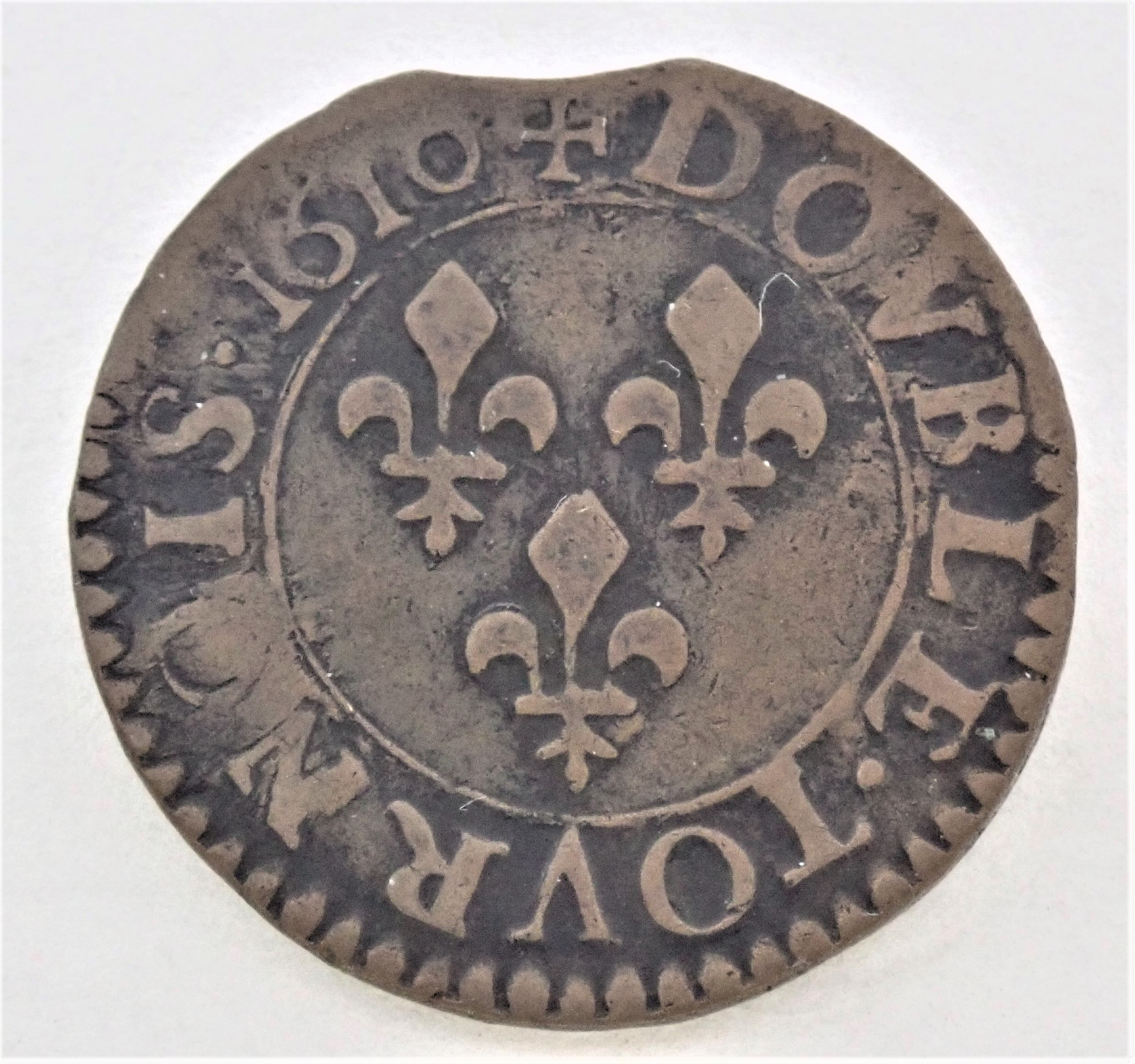
Rückseite der Kupfermünze Heinrichs IV. von 1610

Die kinderlose Ehe mit Margarete von Valois wurde 1599 durch Papst Clemens VIII. annulliert. Am 5. Oktober 1600 vermählte er sich in zweiter Ehe mit Maria de’ Medici. Zusammen hatten sie die Kinder:
1. Louis von Frankreich (1601–1643), König Ludwig XIII. von Frankreich,
2. Élisabeth von Frankreich, in Spanien Isabelle de Bourbon genannt (1602–1644), ⚭ Philipp IV. König von Spanien und Portugal,
3. Christine von Frankreich (1606–1663), ⚭ Vittorio Amadeo I. Herzog von Savoyen,
4. Nicolas-Henri von Frankreich (1607–1611), Monsieur, Herzog von Orléans (starb als Kind),
5. Gaston von Frankreich (1608–1660), Monsieur, Herzog von Orléans; ⚭ (1) Marie de Bourbon; ⚭ (2) Margarete von Lothringen
6. Henriette-Marie von Frankreich (1609–1669), ⚭ Karl I. König von England.

Zudem hatte er noch folgende uneheliche Kinder:
- mit Esther Imbert:
  1. Gédéon (* 7. August 1587; † 1588);[5]

- mit Gabrielle d’Estrées:
  1. César de Bourbon, Herzog von Vendôme (1594–1665), legitimiert 1595,
  2. Cathérine Henriette de Bourbon (1596–1663[6]), legitimiert 1596, ⚭ Charles II. de Lorraine, duc d’Elbeuf (1596–1657)
  3. Alexandre de Bourbon (1598–1629), legitimiert 1599;

- mit Catherine Henriette de Balzac d’Entragues:
  1. Henri de Bourbon, Herzog von Verneuil (1601–1682), legitimiert 1603,
  2. Gabrielle Angélique (* 21. Januar 1603; † 29. April 1627[7]), legitimiert 1622;

- mit Jacqueline de Bueil:
  1. Antoine de Bourbon, Graf von Moret (1607–1632), legitimiert 1608;

- mit Charlotte des Essarts:
  1. Jeanne Baptiste de Bourbon (* 22. Februar 1608; † 16. Januar 1670), legitimiert 1608, Äbtissin von Fontevrault,
  2. Marie Henriette de Bourbon (* 1609; † 10. Februar 1629), legitimiert, Äbtissin von Chelles.

## Vorfahren
| Heinrich IV. König von Frankreich und Navarra | Antoine de Bourbon Herzog von Vendôme und Beaumont Prinz von Frankreich | Charles de Bourbon Herzog von Vendôme und Beaumont Prinz von Frankreich | François de Bourbon Graf von Vendôme Prinz von Frankreich              |
| Heinrich IV. König von Frankreich und Navarra | Antoine de Bourbon Herzog von Vendôme und Beaumont Prinz von Frankreich | Charles de Bourbon Herzog von Vendôme und Beaumont Prinz von Frankreich | Maria von Luxemburg Gräfin von Saint-Pol                               |
| Heinrich IV. König von Frankreich und Navarra | Antoine de Bourbon Herzog von Vendôme und Beaumont Prinz von Frankreich | Françoise Herzogin von Alençon Gräfin von Perche                        | René Herzog von Alençon Graf von Perche                                |
| Heinrich IV. König von Frankreich und Navarra | Antoine de Bourbon Herzog von Vendôme und Beaumont Prinz von Frankreich | Françoise Herzogin von Alençon Gräfin von Perche                        | Marguerite Herzogin von Lothringen                                     |
| Heinrich IV. König von Frankreich und Navarra | Johanna III. Königin von Navarra Herzogin von Albret                    | Heinrich II. König von Navarra Herzog von Albret                        | Johann III. König von Navarra Herzog von Albret                        |
| Heinrich IV. König von Frankreich und Navarra | Johanna III. Königin von Navarra Herzogin von Albret                    | Heinrich II. König von Navarra Herzog von Albret                        | Katharina I. Königin von Navarra                                       |
| Heinrich IV. König von Frankreich und Navarra | Johanna III. Königin von Navarra Herzogin von Albret                    | Marguerite Gräfin von Angoulême und Périgord Prinzessin von Frankreich  | Charles de Valois Graf von Angoulême und Périgord Prinz von Frankreich |
| Heinrich IV. König von Frankreich und Navarra | Johanna III. Königin von Navarra Herzogin von Albret                    | Marguerite Gräfin von Angoulême und Périgord Prinzessin von Frankreich  | Luise von Savoyen Regentin von Frankreich Gräfin von Bresse            |

## Rezeption
Die Bartform Henriquatre ist nach dem König benannt. Der Marche de Henri IV, eine anonym textierte Melodie aus dem 16. Jahrhundert, zeugte vor allem postum von der Popularität des Königs und fand Verwendung in verschiedenen dramatischen, musikalischen und filmischen Werken, darunter Gioachino Rossini Il viaggio a Reims (1824) und Pjotr Tschaikowskis Ballettmusik Dornröschen (1890), Walt Disneys Verfilmung desselben Stoffs als Sleeping Beauty (1959) und Sergei Bondartschuks Krieg und Frieden (1966). Unter der Restauration wurde das Lied zu einer inoffiziellen Hymne der französischen Monarchie.
Heinrich Mann verarbeitete das Leben Heinrichs IV. in seinen beiden Romanen Die Jugend des Königs Henri Quatre (1935) und Die Vollendung des Königs Henri Quatre (1938). Der Historienfilm Henri 4 (alternativ auch Henri IV) entstand im Jahr 2010 unter der Regie von Jo Baier und beruht auf Heinrich Manns Romanen.